# Ezio Gianola
Ezio Moreno Gianola (Lecco, 13 de junio de 1960) es un expiloto de motociclismo italiano.

## Biografía
Después de haber ganado el título italiano Junior de la categoría TT4 en 1981 con una Villa, debutó en el Campeonato Europeo de 1983 en 125, con una MBA en el equipo italiano de FMI. En ese año obtuvo 4 victorias (España, Gran Bretaña, Checoslovaquia y Alemania Occidental) que le valieron el segundo lugar en la clasificación. Ese año tuvo la posibilidad de participar en el Gran Premio de las Naciones en el Monza, terminando en el tercer puesto y lcuando por la victoria por detrás de Ángel Nieto y Eugenio Lazzarini.
En 1984 vio al piloto de Lecco convertirse en el campeón de Italia de 125, además de competir en algunas de las carreras del Mundial en el octavo de litro (14.º al final de la temporada). En el año siguiente, Gianola logró obtener un contrato oficial de conductor con Garelli, junto con Fausto Gresini. Gianola fue nuevamente campeón italiano y 4.ª en la Copa del Mundo, obteniendo su primera victoria en GP de Francia.
Después de una temporada 86 incolora, a bordo de una MBA privasa, en el 1987 Gianola pilota una Honda, para desarrollar la nueva RS125 en vista a la 
temporada 88, a partir de la cual la 125 podrían haber tenido un solo cilindro después de un cambio regulatorio. Ese año también corrió en 250, sin acabar en puntos.
El 1988 fue la mejor temporada de en el Mundial, segundo detrás de la Derbi de Jorge Martínez Aspar, con dos victorias. Al año siguiente tambvién se adjudicó dos Grandes Premios y acabó tercero en la general y ganado también eltítulo italiano de esa categoría.
En 1990 Gianola cambió la Honda por la Derbi. La temporada para el italiano fue desastrosa, no pudiendo obtener ni siquiera un punto. Posici´ñon que no mejoró en 1991 (16.º) pero si en 1992 donde en el equipo "Semprucci IDM" acabño el Mundial cuarto con cuatro victorias en Grandes Premios.
Su última temporada fue en el Mundial 1993, terminado duodécimo con una Honda 125 del equipo "Daytona Pit-Lane Racing". En 1994 se retira del campeonato. Gianola se ha dedicado a la actividad como comentariasta de las retransmisiones y creó una empresa de asesoramiento deportivo.

## Resultados de carrera

### Campeonato del Mundo de Motociclismo

#### Carreras por año
Sistema de puntos desde 1969 a 1987:
| Posición | 1.º | 2.º | 3.º | 4.º | 5.º | 6.º | 7.º | 8.º | 9.º | 10.º |
| Pts.     | 15  | 12  | 10  | 8   | 6   | 5   | 4   | 3   | 2   | 1    |

Sistema de puntos desde 1988 a 1992:
| Posición | 1.º | 2.º | 3.º | 4.º | 5.º | 6.º | 7.º | 8.º | 9.º | 10.º | 11.º | 12.º | 13.º | 14.º | 15.º |
| Pts.     | 20  | 17  | 15  | 13  | 11  | 10  | 9   | 8   | 7   | 6    | 5    | 4    | 3    | 2    | 1    |

(Carreras en negrita indica pole position, carreras en cursiva indica vuelta rápida)
| Año  | Clase | Moto    | 1       | 2       | 3       | 4       | 5       | 6       | 7       | 8       | 9       | 10      | 11      | 12     | 13      | 14     | 15    | Pts. | Pos. |
| ---- | ----- | ------- | ------- | ------- | ------- | ------- | ------- | ------- | ------- | ------- | ------- | ------- | ------- | ------ | ------- | ------ | ----- | ---- | ---- |
| 1983 | 125cc | MBA     |         | FRA -   | NAC 3   | ALE -   | ESP -   | AUT -   | YUG Ret | NED -   | BEL -   | GBR -   | SUE -   | RSM -  |         |        |       | 10   | 18.º |
| 1984 | 125cc | MBA     |         | NAC Ret | ESP 10  |         | ALE Ret | FRA 11  | YUG -   | NED Ret | BEL -   | GBR 12  | SUE Ret | RSM 5  |         |        |       | 7    | 14.º |
| 1985 | 125cc | Garelli |         | ESP 4   | GER Ret | NAT 2   | AUT 3   |         | NED 2   | BEL -   | FRA 1   | GBR Ret | SWE 4   | RSM 2  |         |        |       | 77   | 4.º  |
| 1986 | 125cc | MBA     | ESP 3   | NAT Ret | GER 3   | AUT 2   |         | NED 3   | BEL 6   | FRA Ret | GBR 9   | SWE Ret | RSM Ret | BWU 4  |         |        |       | 57   | 5.º  |
| 1987 | 125cc | Honda   |         | SPA 6   | GER 26  | NAT DNQ | AUT Ret |         | NED 14  | FRA 2   | GBR 5   | SWE Ret | CZE 4   | RSM 4  | POR 5   |        |       | 45   | 6.º  |
| 1988 | 125cc | Honda   |         |         | ESP Ret |         | NAT 3   | GER 1   | AUT 2   | NED 2   | BEL 2   | YUG 2   | FRA 2   | GBR 1  | SWE 2   | CZE 5  |       | 168  | 2.º  |
| 1989 | 125cc | Honda   | JPN 1   | AUS 5   |         | SPA 4   | NAT 1   | GER 2   | AUT -   |         | NED Ret | BEL 2   | FRA 3   | GBR 3  | SWE -   | CZE 6  |       | 138  | 3.º  |
| 1990 | 125cc | Derbi   | JPN Ret |         | SPA -   | NAT -   | GER -   | AUT -   | YUG -   | NED -   | BEL -   | FRA -   | GBR -   | SWE -  | CZE -   | HUN -  | AUS - | 0    | -    |
| 1991 | 125cc | Derbi   | JPN Ret | AUS 4   |         | SPA Ret | ITA 4   | GER DNQ | AUT 22  | EUR Ret | NED 13  | FRA Ret | GBR Ret | RSM 13 | CZE DNQ |        | MAL - | 32   | 16.º |
| 1992 | 125cc | Honda   | JPN 4   | AUS 9   | MAL 18  | SPA 10  | ITA 1   | EUR 1   | GER 5   | NED 1   | HUN 11  | FRA 1   | GBR 12  | BRA 10 | RSA 8   |        |       | 105  | 4.º  |
| 1993 | 125cc | Honda   | AUS Ret | MAL Ret | JPN Ret | SPA Ret | AUT 4   | GER 6   | NED 7   | EUR 8   | RSM 23  | GBR Ret | CZE 15  | ITA 7  | USA 9   | FIM 14 |       | 59   | 12.º |